# アボリジニ
アボリジナル・ピープル（英: Aboriginal peopleは、オーストラリア大陸と周辺島嶼（タスマニア島等。ニューギニアやニュージーランド等は含まない）の先住民である。イギリスを中心とするヨーロッパ人達による植民地化の以前からオーストラリア大陸やその周辺諸島に居住していた先住民の子孫達である。
トレス海峡諸島民もオーストラリアの先住民族であるが、「アボリジナル・ピープル」には通常含まれない。
「アボリジニー」に差別的な響きが強いうえ、言語集団が分かれていたオーストラリア先住民の多様性への配慮から、近年のオーストラリアでは呼称としてほとんど使われなくなった。代わりに現在ではアボリジナル、アボリジナル・ピープル、アボリジナル・オーストラリアン（Aboriginal Australians）という表現が一般化しつつある。
また、トレス海峡諸島民を含めて、オーストラリア先住民（オーストラリアせんじゅうみん、英語: Indigenous Australians）ということも多い。

## 概要

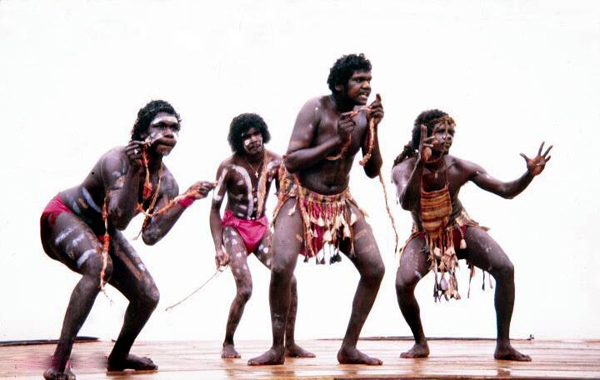
アボリジナル・ダンサー

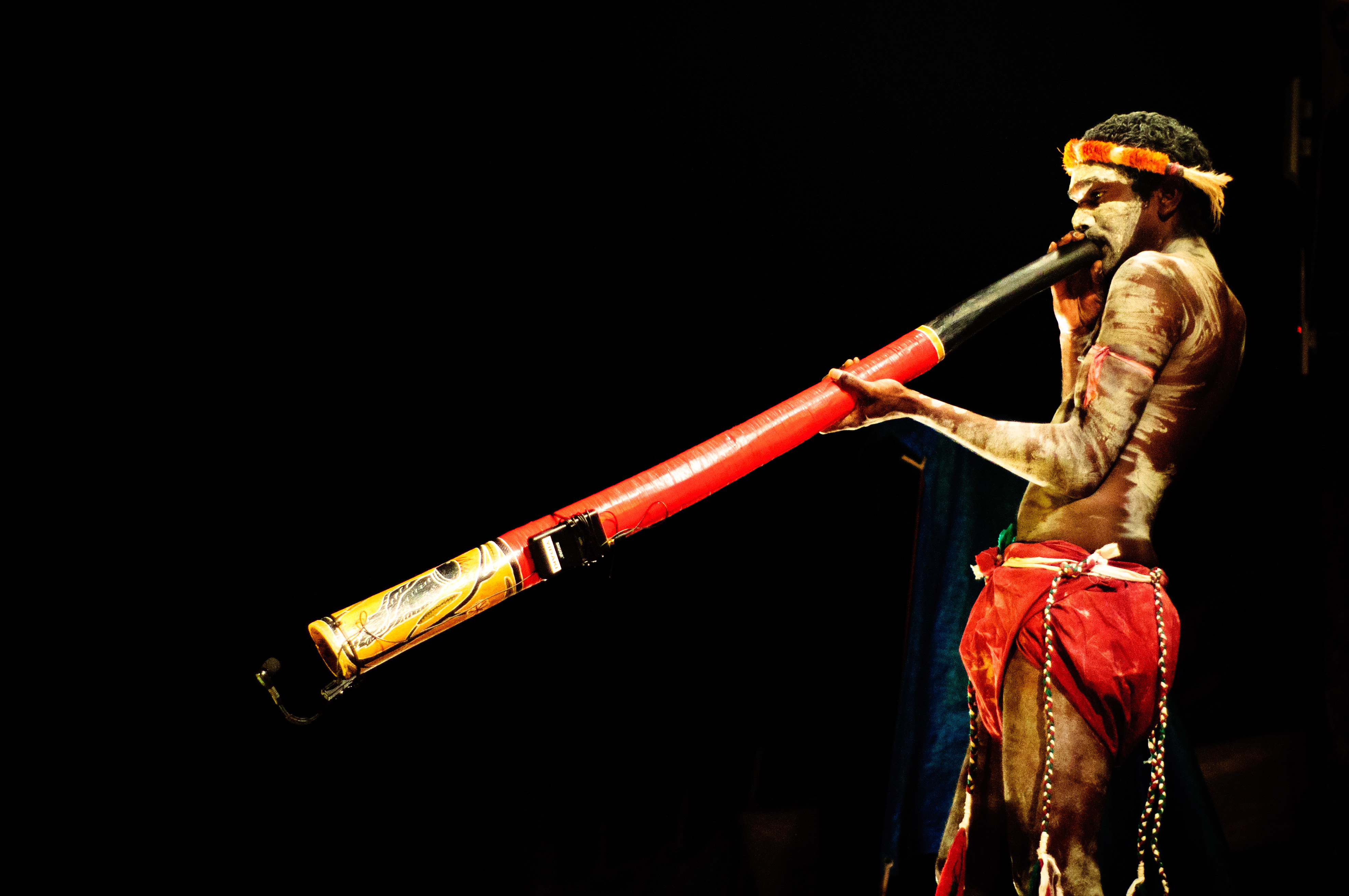
バンド「イースト・ジャーニー」でディジュリドゥを吹くナルカン・ムヌングール（Ŋalkan Munuŋgurr)

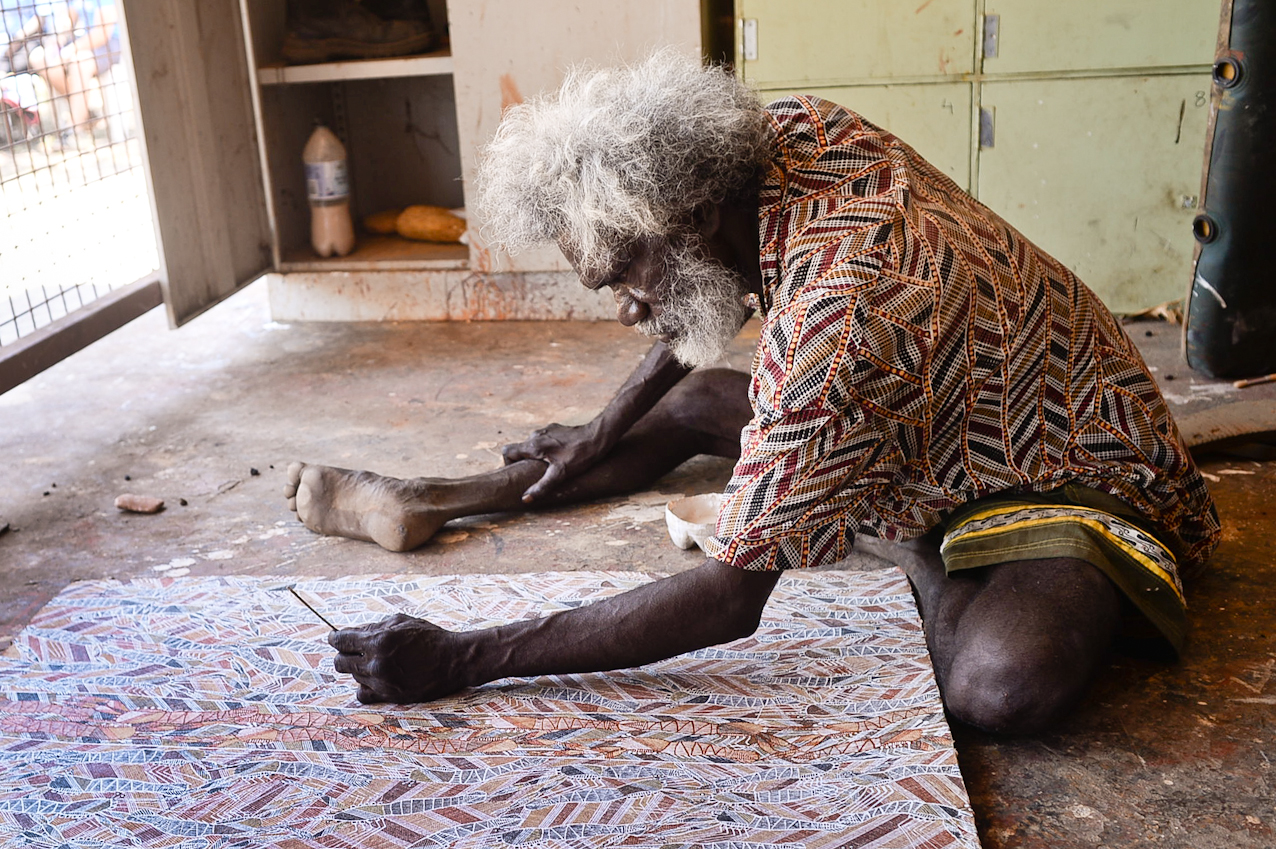
アーネムランドの芸術家グレン・ナムンジャ

オーストラリアで発見されている最古の人類の化石は、およそ4万年前のものと考えられているムンゴマンとムンゴレディであるが、先住民たちの先祖がいつ頃この大陸に到来したのかは、研究者の間でも意見が分かれており、熱ルミネッセンス法による年代測定では、61,000年から52,000年前とも、125,000年前とも考えられている。
オーストラリアにおける先住民は、多様なコミュニティや社会を構成しており、文化、習慣、言語などもそれぞれが独自の編成を持っている。現代のオーストラリアでは、先住民集団は地域コミュニティごとにさらに細分化されている。ヨーロッパ人たちの植民が始まった当初には、250種類以上の言語が存在していたとされるが、現在も存続しているのはそのうちの120ないし145種類であり、さらに危機に瀕する言語とされていないのはわずか13種類に過ぎない。現代のアボリジニたちは大多数が英語を話し、アボリジニ諸言語に由来する言い回しや語彙が加えられてオーストラリア・アボリジニ英語が生み出されており、音韻や文法の面でも先住民諸言語の明白な痕跡を残している。ヨーロッパ人たちの入植当初におけるオーストラリア先住民の人口は、おおむね318,000人程度から、 1,000,000人程度の間であったものと考えられており、その分布は、現在のオーストラリアの人口分布と同じように、大多数はマレー川を中心とした南東部に居住していた。
1995年以来、アボリジニの旗とトレス海峡諸島民の旗が、オーストラリアの公式の旗として承認されている。
英語の"aborigine"はラテン語に由来する単語で、ラテン語では「ラツィオの先住民」(en:Aborigines (mythology))という意味で使用されていた。これは羅:ab origine（= 英: from the beginning）から由来する。18世紀にはヨーロッパ人が植民地化した地域の先住民に対する総称として"aborigine" (一般名詞)が使われた。その後、特に「オーストラリアの先住民」という意味合いを強く持つようになり、これを指して固有名詞として"Aborigine"と使われるようになった。一方で、"Aborigine"は先住民に対する人種差別的なニュアンスを含むようになり、これを避けるため20世紀後半以降公の場では"Indigenous Australians"或いは"Indigenous Peoples"などという呼称が英語圏では推奨されている。

## 歴史

### 起源
アボリジニの先祖がオーストラリア大陸に上陸した時期は、遺物などの分析から5万年ないし12万年以上前（議論中で定まっていない）とされているが、それ以降にも段階的に人的流入があったとされている。外部地域と隔絶されたのは、遺伝子の研究によりそれほど古くないことが明らかになってきているほか、その祖先の系譜が解明されつつある。かつては形質人類学的にも不明確な部分が多く、骨格的特長から南インド系とする説やアフリカから等、諸説入り乱れていた時代があったが、現在では南インド系とする説が有力である。2014年時点で発見されているオーストラリア最古の人類の化石は、約4万年前のムンゴマンと呼ばれる男性である。
なおオーストラリア大陸は1万8千年前の最も近年の氷期においてユーラシア大陸と飛び石のように連なる島々により、現在よりもはるかに渡りやすい地域（これをサフル大陸とも呼ぶ）だったとも考えられている（国家としてのオーストラリア参照）。また、アボリジニはデニソワ人の遺伝子を受け継ぐ数少ない現生人類とも言われている。
オーストラリア大陸が現在のような状況になって以降は、ヨーロッパ人の到来まで、オーストラリアは外界から隔絶された場所だったという認識が強い。しかし、近年はこれを覆す研究結果がいくつかある。約4千年前には豪州大陸へと渡った古代のインド人とアボリジニとが混血していたという研究結果がある。アボリジニの伝承には、ヨーロッパ人の来訪以前からも、どこからかやってきた黒人や白人たちと交流があったとの話が伝わっており、中東やアフリカからオーストラリア北部を訪れる船乗りがいたと推測する者もいる。アボリジニが残した壁画には、インドネシア方面の特徴を有する帆船が描かれており、交流があったことを示唆している。
オーストラリア大陸は、農耕に適した種類の食物となる植物がユーラシア、南北アメリカ、アフリカと比べ遥かに少なく、家畜に適した固有の動物も一切存在しなかった（アボリジニはユーラシア大陸から原始的なイヌのみを導入し、家畜としていた。この原始的なイヌの子孫が現在のディンゴである）。また極度の乾燥地帯で、気候の変動も一年周期とは限らず不規則であるなど、他に類をみない過酷な条件が揃う大陸でもあり、文化的に孤立を余儀なくされた。その地理的条件から、人種的に他の大陸と隔絶され、それらが混血を繰り返しながらオーストラリア全土に広まる過程で、様々な固有文化が派生したとされる。今日ではオーストラリア到着以後も、一部の集団ではポリネシア人やパプア人、オーストロネシア人との部分的混血が見られる。
一括りにアボリジニといっても、多数の部族から成立っており、言語的な調査から26〜28程の系統に分類されているが、相互の文化的差異は多い。主な部族に、アナング族（エアーズ・ロック近辺に先住）やジャプカイ族（ケアンズ・キュランダ地域に先住）がある。
アボリジニのY染色体ハプログループは、出アフリカ後インドを経由してやってきたC1b2b（C-M347）が60%、ニューギニアなどに多いK系統が22%見られる。

### 生活史
ヨーロッパ人による植民地化以前、先住民の生活は洞窟等を住居とし、一定範囲を巡回しながら食料を得る採取狩猟型であった。ブーメランや毒物を利用した狩猟を行い、オーストラリア固有の植物の実を取ったり、乾燥した地面を掘って木の根等を食べる大型のイモムシの一種を採取して焼いて食べたりといった生活をしていた。これらの食文化はブッシュ・タッカーと呼ばれ、1970年代からはシドニーのレストランでも応用メニューの提供が始まり、オーストラリア陸軍の特殊空挺部隊（SASR）にも食糧確保ノウハウとして取り入れられている。

### 白豪主義とアボリジニの悲劇

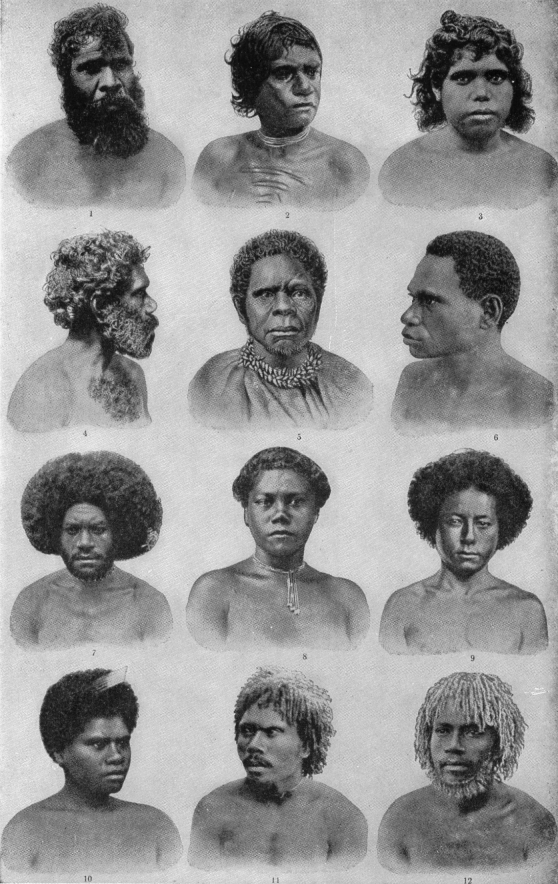
先住民族図, The New Student's Reference Work, 1914年出版より

アボリジニとトレス海峡諸島民の分布図（2011年）

西洋人がオーストラリアを「発見」した段階では、50万人から100万人ほどのアボリジニがオーストラリア内に生活していた。しかし1920年には約7万人にまで減少した。人口減少の最大の要因はヨーロッパ人が旧大陸から持ち込んだ伝染病（天然痘や梅毒、インフルエンザ、麻疹など）の流行によるものと考えられている。それまでオーストラリアは旧大陸とはほぼ隔絶されていたため、アボリジニはこれらに対する免疫を持っていなかったのである。
1788年からのイギリスによる植民地化によって、初期イギリス移民の多くを占めた流刑囚はスポーツハンティングとして多くのアボリジニを虐殺した。「今日はアボリジニ狩りにいって17匹をやった」と記された日記がサウスウエールズ州の図書館に実際に残されている。
1803年にはタスマニアへの植民が始まる。入植当時3,000〜7,000人の人口であったが、1830年までには約300人にまで減少した。虐殺の手段は、同じくスポーツハンティングや毒殺、組織的なアボリジニー襲撃隊も編成されたという。数千の集団を離島に置き去りにして餓死させたり、水場に毒を流したりするといったことなども行われた。
また、1828年には開拓地に入り込むアボリジニを、イギリス人兵士が自由に捕獲・殺害する権利を与える法律が施行された。捕らえられたアボリジニたちは、ブルニー島のキャンプに収容され、食糧事情が悪かったことや病気が流行したことから、多くの死者が出た。
これによりアボリジニ人口は90%以上減少し、ヴィクトリアとニューサウスウェールズのアボリジナルの人口は、10分の1以下になった。さらに1876年には、白人と混血していない唯一のタスマニア・アボリジナルの女性と言われるトルガナンナが死亡した。多い時期で約3万7千人ほどいたタスマニア・アボリジニは激減した。なお、タスマニアのアボリジニが「絶滅」したという記述をしている書物も多いが、それは間違いであり、混血をしつつも、現在もタスマニアのアボリジニのコミュニティは存在しており、文化伝承や権利運動に取り組んでいる。
特に東海岸沿岸部等の植物相の豊かな地域に居住していたアボリジニは、当初はイギリス移民との平和関係を保っていたものの、後の保護政策に名を借りた強制的な移住もあり、この入植者たちによるハンティングという惨劇を語り継ぐ者をも残さず姿を消している。
20世紀前半には、アボリジナルは絶滅寸前の人種（死にゆく人種、死にゆく民族）として分類されるようになる。この死に行く民族という規定は、1937年まで続く。死に行く民族という規定が廃止されると、今度は積極的に白人社会に同化させる方針が強化される。
イギリス人らの入植開始当初は50万-100万人いたアボリジナル人口は、1920年頃には約7万人にまで減少していた。同1920年、時のオーストラリア政府は先住民族の保護政策を始め、彼らを白人の影響の濃い地域から外れた保護区域に移住させたが、これはむしろ人種隔離政策的な性質があったようである。元々オーストラリアに移住した白人は、犯罪者が大半を占めていた。そして、徹底的な人種差別政策、いわゆる白豪主義をもって、移民の制限及びアボリジニへの弾圧政策を続けた。
また、1869年から公式的には1969年までの間、アボリジニの子供や混血児（『ハーフ・カースト』と呼ばれ売春婦として利用されることがあった）を親元から引き離し白人家庭や寄宿舎で養育するという政策が行なわれた。様々な州法などにより、アボリジニの親権はことごとく否定され、アボリジニの子供も「進んだ文化」の元で立派に育てられるべきという考え方に基づくものと建前上は定義されていたが、実際はアボリジニの文化を絶やしアボリジニの存在自体を消滅させるのが目的であった。政府や教会が主導して行なわれたこの政策で子供のおよそ1割が連れ去られ、彼らの行き先は実際には白人家庭でも寄宿舎でもなく、強制収容所や孤児院などの隔離施設であった。そして、隔離施設から保護を放棄されたり、虐待を受けたり、遺棄された者も少なくはなかった。結果として彼らからアボリジニとしてのアイデンティティを喪失させることとなった。彼らは"Stolen Generation"（盗まれた世代）、または"Stolen Children" （盗まれた子供たち）と呼ばれている。なお、「盗まれた世代」の政策が実際に徹底されて行われていたか、またどの程度の規模だったのかは、いまだにわかっていない。1920年から1930年の間だけで、混血も含む10万人のアボリジニの児童が親元から引き離されて、故郷から数百キロ、時に千キロ以上も離れた、監獄とも言える劣悪な強制収容所に送り込まれた。
無論、アボリジニも全くの無抵抗だったわけではなかった。これらの政策に対してのデモや暴動を起こすものも少なくなかったが、結果としては白人たちの敵愾心を煽るにとどまった。
一方、不毛な乾燥地域である内陸部のアボリジニは周辺の厳しい自然環境に守られながらどうにか固有文化を維持し続けた。今日でもアボリジニ文化の史跡は沿岸部都市より隔絶された内陸地に多く残る。近代のアボリジニ激減と、文字文化を持たなかったことから文化的痕跡を残さず消滅した部族も多く、彼らの言語や文化の系統を調査する試みは進んでいない。音声的に完全に失われた言語も多く、それらの民俗学的調査は「既に大半のピースが失われたパズル」になぞらえられている。
その後、アボリジナル人口は徐々に回復し、1996年には約35万人になった。これはオーストラリア総人口の約2%である。

### 権利回復
アボリジニの市民権は、1967年にようやく認められた。
ケビン・ラッド首相は、2008年2月13日の議会で、先住民アボリジニに政府として初めて公式に謝罪した。同日の議会には約100人の先住民らが傍聴する中で、同首相は「Sorry」の語を3度使い謝罪した。議事堂の外には全国から詰めかけた数千人がテレビを通じて謝罪の言葉を聞いた。この謝罪は、昨年11月の総選挙でラッド率いる労働党の公約を実現したものであった。これらは教育や医療、経済面における、アボリジニとその他豪州国民との格差是正に全力で取り組むという趣旨のもので、補償金の支払いについては応じない方針を明らかにしていた。自由党の下院議員5名と上院議員1名は、ラッド首相の公式謝罪に反対し、出席しなかった。
2017年に指導者らが憲法で定められている先住民の代表機関設置を求める心からのウルル声明と題した嘆願書を作成したことをきっかけに、2023年10月14日にはアボリジニとトレス海峡諸島民を先住民と認め、議会や政府に意見を表明できる代表機関の設置を憲法に盛り込むことの是非を問う国民投票が執行されたが、代表機関の設置が先住民、非先住民ともに賛否両論となり結果的に憲法改正は否決された。ただし先住民と認めることに対しては改憲賛成派も反対派も特に異論はなかったとされる。

## 文化

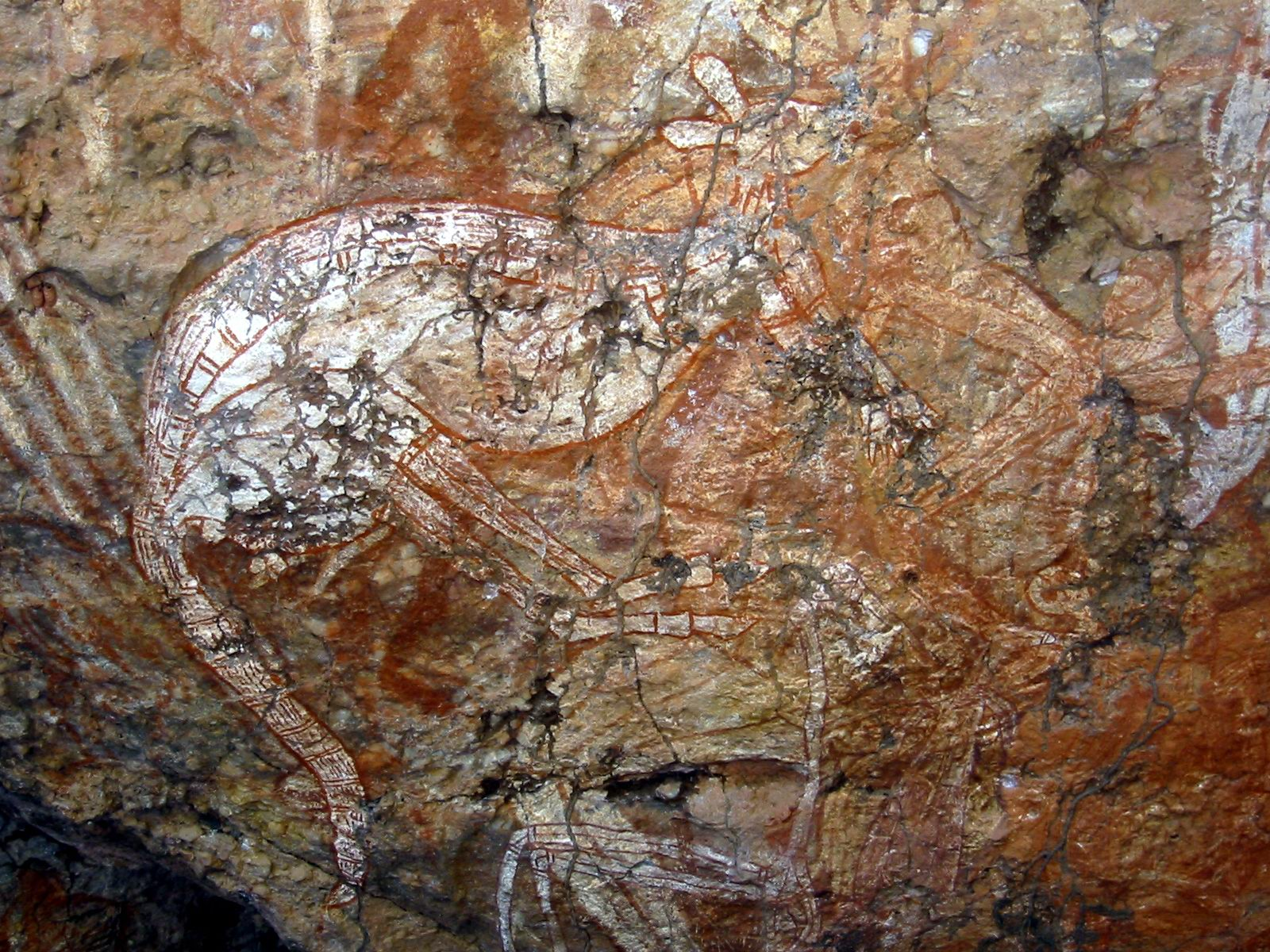
アボリジナル・アート

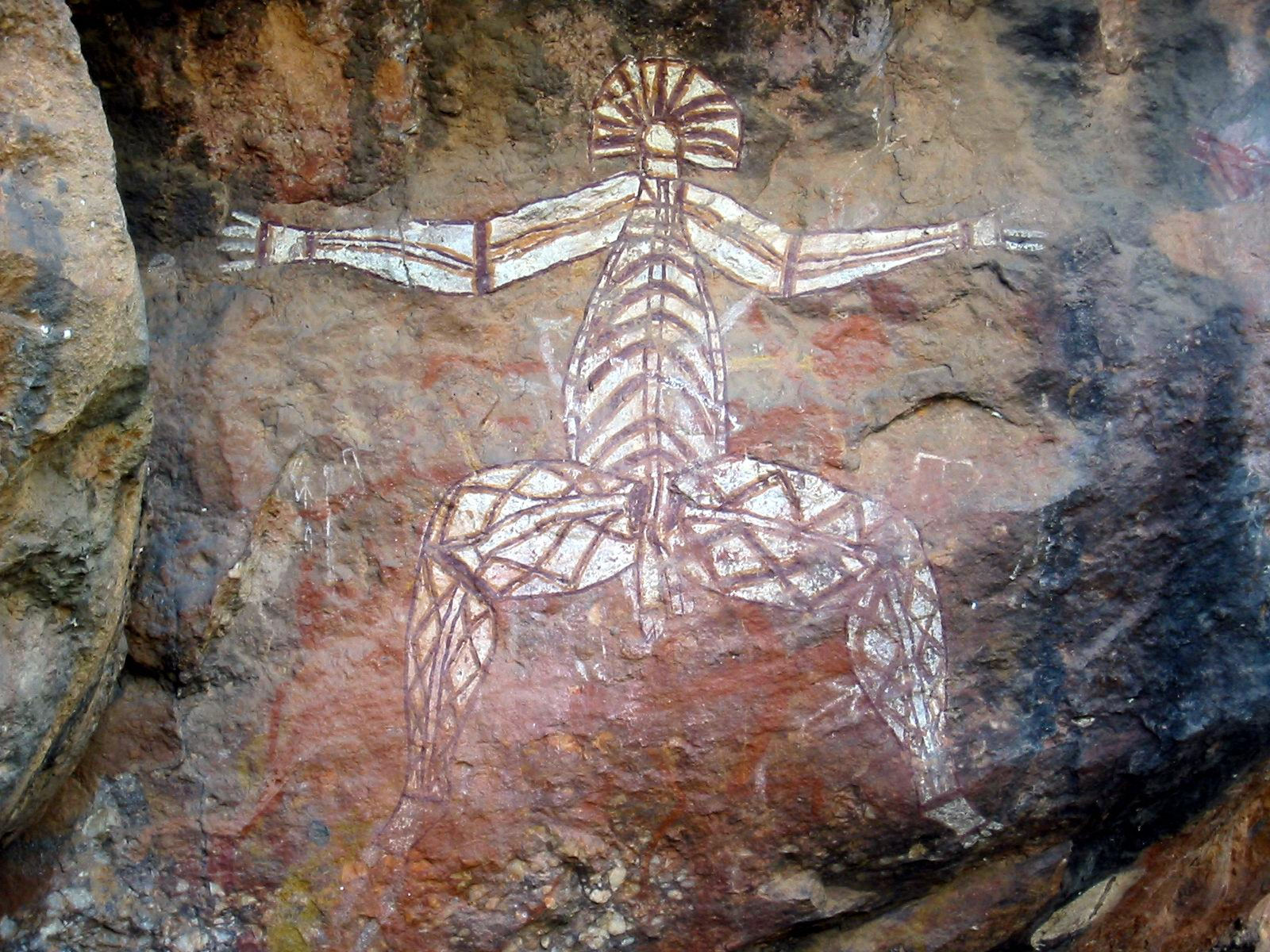
アボリジナル・アート

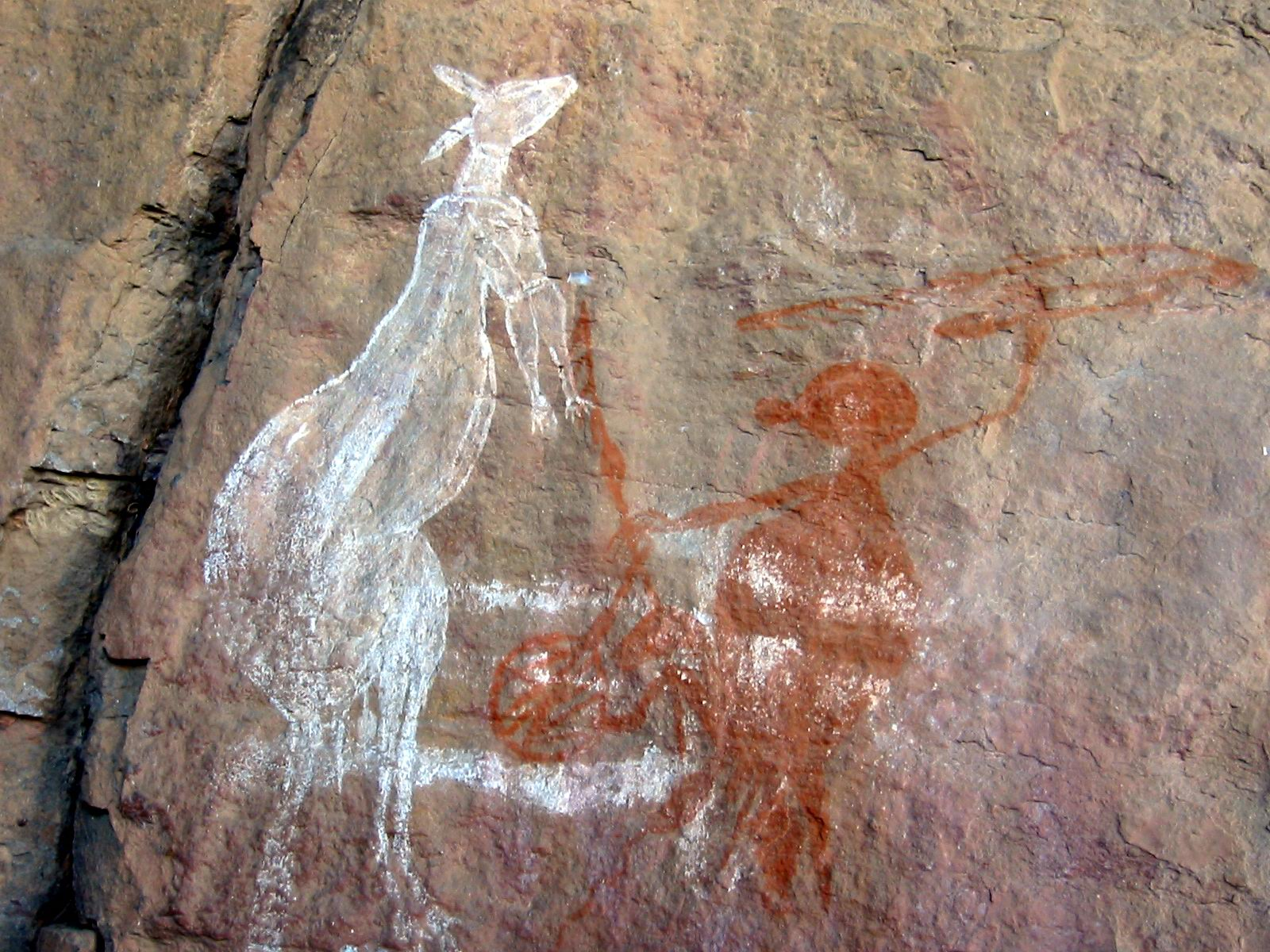
アボリジナル・アート

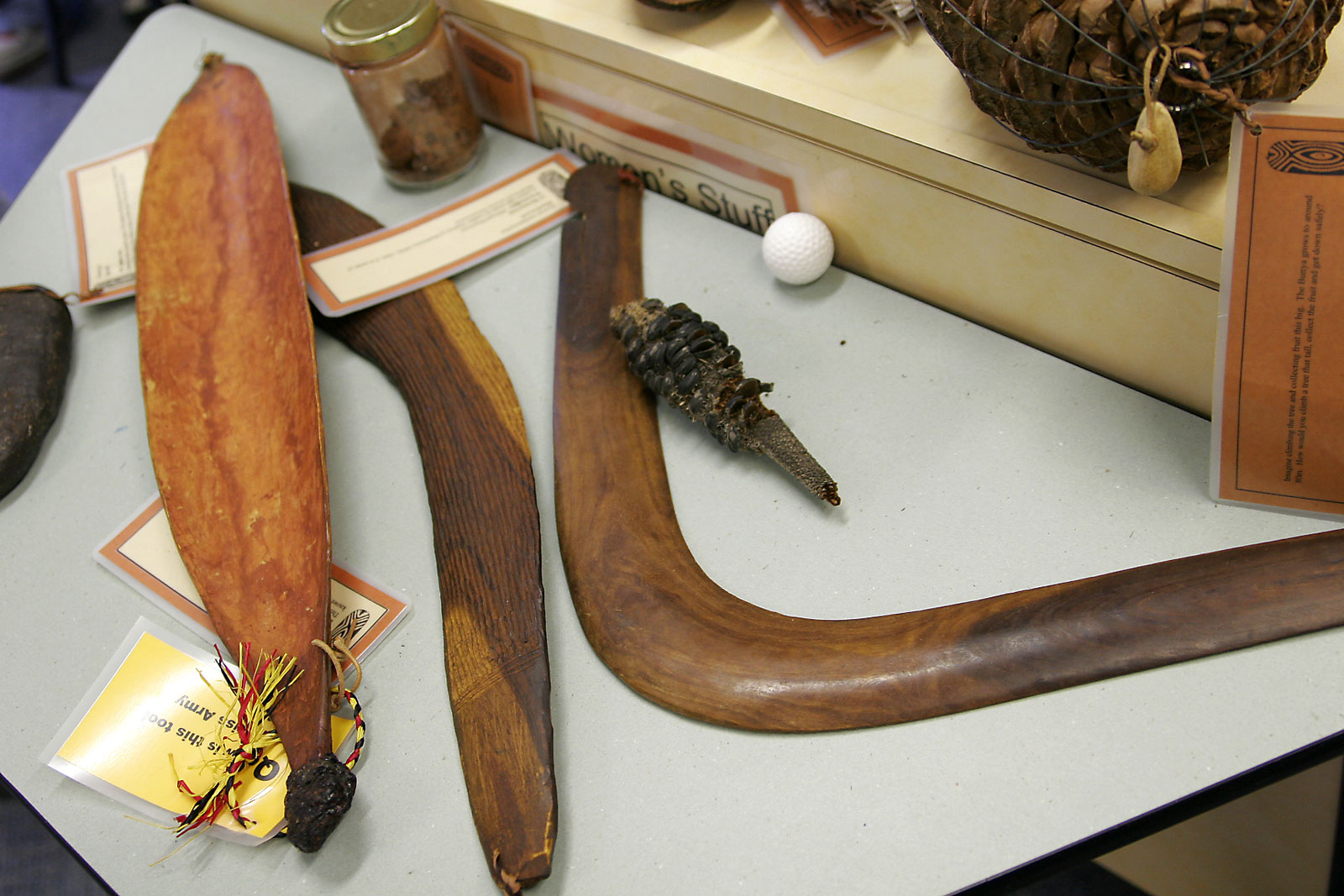
アボリジニの使う道具

### 信仰
崇拝や精霊が存在するとする信仰を持ってきた。先住民が聖地とする場所が多くあり、その例として岩山ウルル（エアーズロック）、カタ・ジュタ、デビルズマーブルなどがある。

### 音楽
約2〜3万年前には存在していたと考えられている管楽器ディジュリドゥ（長さ1〜1.5メートル）を使用した独自の音楽文化を持っている。
この楽器は、シロアリによって中空になった木を利用して作られる。美しく装飾された物も多い。この楽器は、唇の振動を管内で反響させ、独特の低音を発生させる。この低音には霊的効果があると考えられており、呪術医が治療に利用する事もある。乳児の夜泣きには、重低音などによる振動が成長に伴う痛みを緩和する効果があるという民間療法もあるので、その類型である可能性もある。この楽器は古く男性のみに使用が許された。
これらの楽器を一括りにした「ディジュリドゥ」という呼び方は、白人である Herbert Basedow によって1926年に付けられたもので、演奏中の音色が「ディジュリドゥ〜、ディジュリドゥ〜」と聞こえたことにちなむ。先住民族たちは各々の部族ごとに固有の、それぞれの名で呼んでいた模様である。

### 芸術

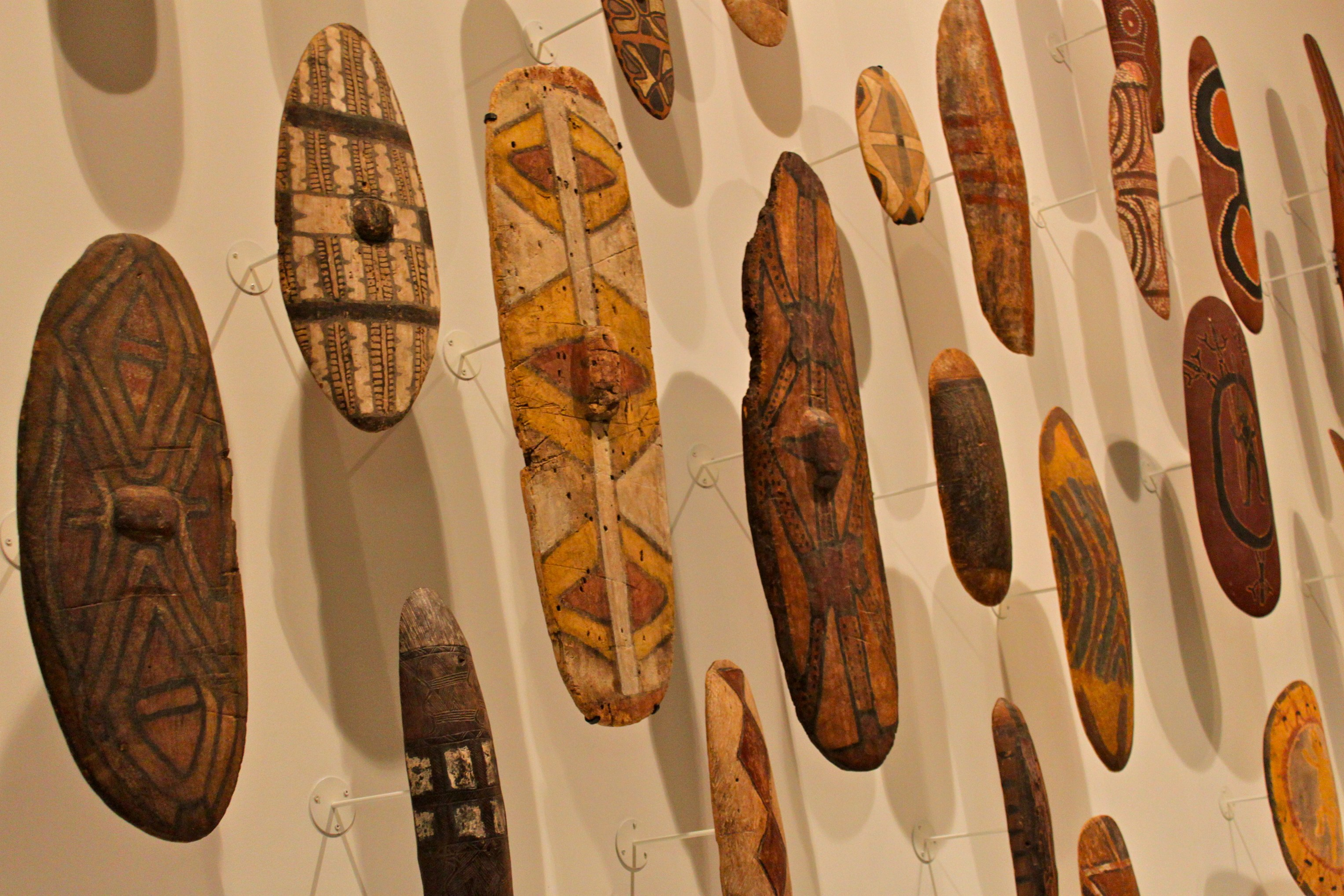
イアン＝ポッター・センター（Ian Potter Centre）に展示されているアボリジニの盾

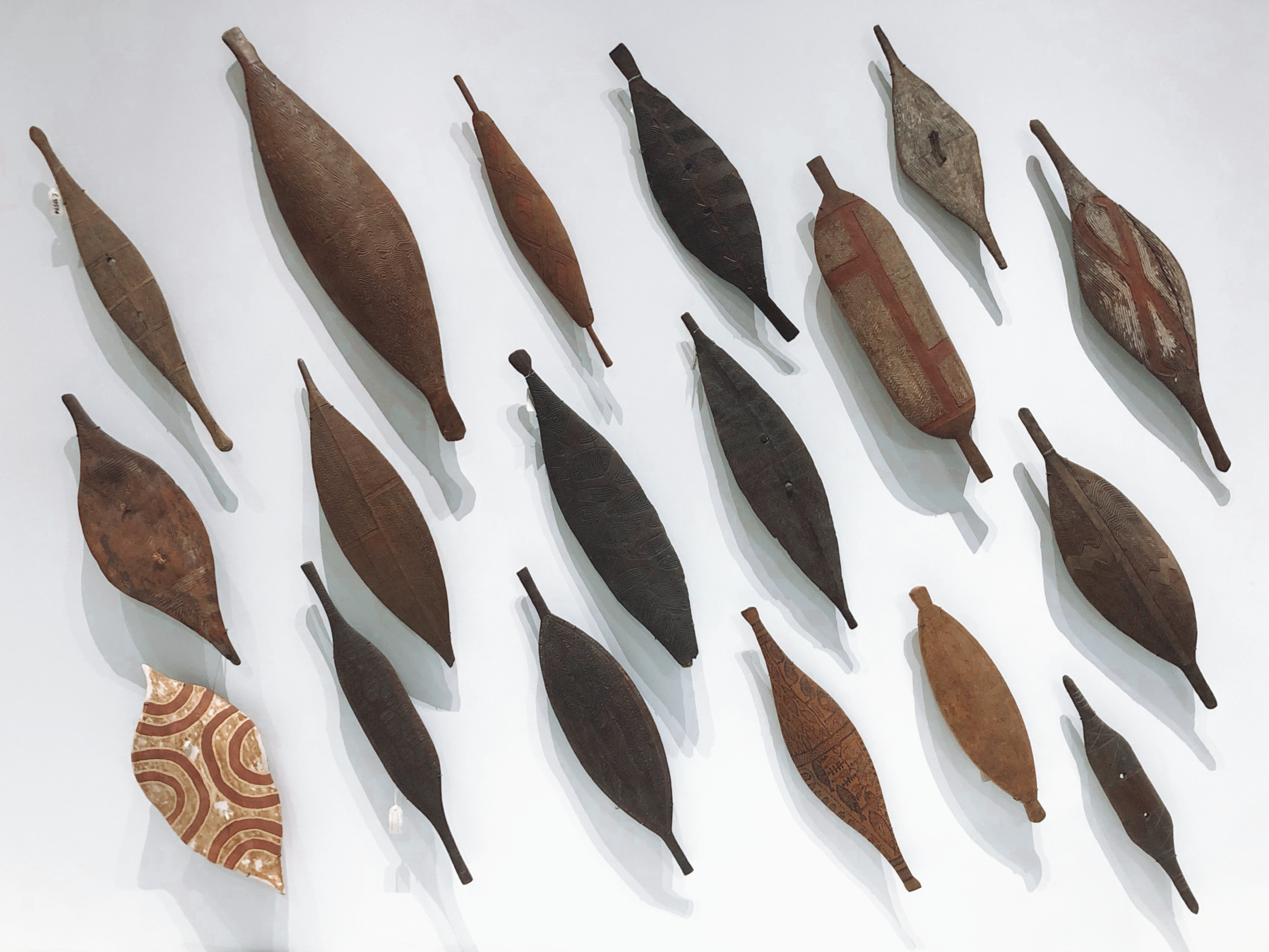
オーストラリア博物館の所蔵品として収集されているアボリジニの盾

### その他の文化
「スキンネーム」と呼ばれる一定の範囲内で共通の名前を、本来の名前とは別に持っている。これは近親婚を避ける意図で用いられていたようであり、日本の姓に相当するが、数種類程度しか存在しない。
飲酒文化は元々無かったが、後に白人が持ち込んだ酒に興味を覚え、これに耽溺する者も出て社会問題となっている（詳細は後述）。ガソリンを吸引し酩酊を楽しむペトロールスニッフィングも同様に社会問題になっている。
アボリジニは、様々な壁画を残している。これらの壁画は、文字文化を持たないアボリジニの歴史を知る重要な手がかりである。

## 人種

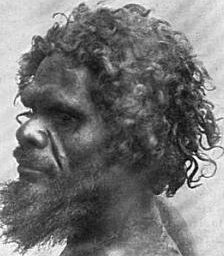
南オーストラリアのオーストラロイド

アボリジニは人種的にはオーストラロイドに分類される。すなわち、黒人（ネグロイド）とも黄色人種（モンゴロイド）とも白人（コーカソイド）とも異なる人種であるとされているが、近年は「人種」という概念の科学的有効性に対して疑問も提示され、人類を「人種」ではなく約1万年前の居住地域を基準とした地域集団として捉える考え方が提唱されており、その場合はサフール人とされる。体毛は濃く、肌の色は「黒人」と同様に極めて濃色である。また、非常に特徴的であるが、女性や子どもの髪の色が肌の色とは対照的に金髪をしていることがよく見受けられる。親知らずがきちんと生えるという特徴を持つ。
現在でも、白豪主義の影響は地方に根強く、アボリジニを含む有色人種への差別事件が時折発生しており、社会問題となっている。また、現在では、白人やアジア人との混血が進んでいて「純粋なアボリジニ」と言える人は少ない。親子・兄弟・親戚で容姿が大きく異なる場合も珍しくない。アボリジニを支援するNGOに運動員として応募したアボリジニが、肌が白すぎるという理由で不採用になった事例もある。
2010年1月14日、国連が、先住民と非先住民の寿命の違いに関する調査結果を公表した。アボリジニは、非先住民との寿命の開きが20年ほどもあり、調査対象となった先住民の中で、最も非先住民との寿命の開きが大きい集団と評価された。国連は先住民に対して、経済・社会・文化における権利がいまだに限定されている可能性を指摘している。
飲酒文化を持たず、また遺伝的にもアルコール耐性が極めて低い。特にアルコール分解酵素がまったく無いか極端に少ないため、体質的に少量の酒で泥酔しやすい。他の先住民族問題においてもアルコール依存症は深刻な社会現象だが、特にアボリジニ居住区にアルコール飲料を持ち込む行為はオーストラリアの法律で禁止されており、持ち込んだ場合には罰金が科せられる。
その一方、長らく広大な平原で暮らしていた事から閉所恐怖症を患う人も多く、治療のために伝統的生活に回帰する人も見られる。

## 著名人
- キャシー・フリーマン - オーストラリア・クイーンズランド州生まれの女子陸上競技選手で、主に400メートル競走を専門とした。シドニー五輪で金メダルを獲得した。彼女をめぐる逸話は、2004年度[44]から日本の高校の英語の教科書にも取り上げられている[45]。
- エミリー・ウングワレー - アボリジニの芸術家
- ヨス・インディ - アボリジニのロック・バンド
- イボンヌ・グーラゴング - 1970年代に活躍したプロテニス選手
- ライオネル・ローズ - 1960年代後半から70年代初頭にかけて活躍したプロボクサー。アボリジニとしてはじめての世界チャンピオンとなった。
- ハーレー・ウィンザー - フィギュアスケート選手。アボリジニとして初めて冬季五輪に出場した。

## 主な民族
- クリン人
- グリンジ
- タスマニア・アボリジニ（英語版）

## アボリジニを題材とした作品

### 文芸
- ブルース・チャトウィン 『ソングライン』 芹沢真理子訳、めるくまーる、1994年／北田絵里子訳、石川直樹解説、英治出版、2009年 - オーストラリア全土に広がるアボリジニのソングライン（歌の道）をたどる旅行記。
- ミュータント・メッセージ マルロ・モーガンによって1991年に発表された創作物語。当初、実話として発表され、話題になったが、実話ではなく、架空の人物や部族が登場する創作であり、アボリジニの文化に関して間違った記述が多数あることが明らかになった。

### 映画
- WALKABOUT 美しき冒険旅行(Walkabout)（1971年  イギリス）-（ウォークアバウト中のアボリジニが父親が自殺して砂漠を放浪する姉弟を助けるが、求婚を受け入れられずに自殺する）。
- ブラッディ・ガン（Quigley Down Under）（1990年） - 射撃を認められてオーストラリアにやって来たクイグリーだが、雇い主マーストンの目的がアボリジニ迫害と知って拒否。港で拾った女と砂漠に捨てられる…。
- The Last Wave - アボリジニを題材としたSF映画。
- 裸足の1500マイル （2002年 オーストラリア） - 「盗まれた子供達」の実話を元にした映画。
- 十艘のカヌー（Ten Canoes） (2006年　オーストラリア)　-　全篇アボリジニ語の台詞で制作された初めての映画。カンヌ映画祭ある視点部門審査委員特別賞受賞。
- オーストラリア（2008年　オーストラリア） - オーストラリア出身のニコール・キッドマン、ヒュー・ジャックマンが主演。
- The Sleeping Warrior (2012年　オーストラリア)　-　ヒンズー教の精神とアボリジニの精神を繋いだ映画。
- ソウルガールズ (2012年　オーストラリア)　-　ヴェトナム戦争の慰問で活躍したアボリジニのガール・グループを描いた映画。

## アボリジニの文化を扱う博物館
- オーストラリア国立博物館
- 南オーストラリア博物館
- 西オーストラリア博物館

## ギャラリー

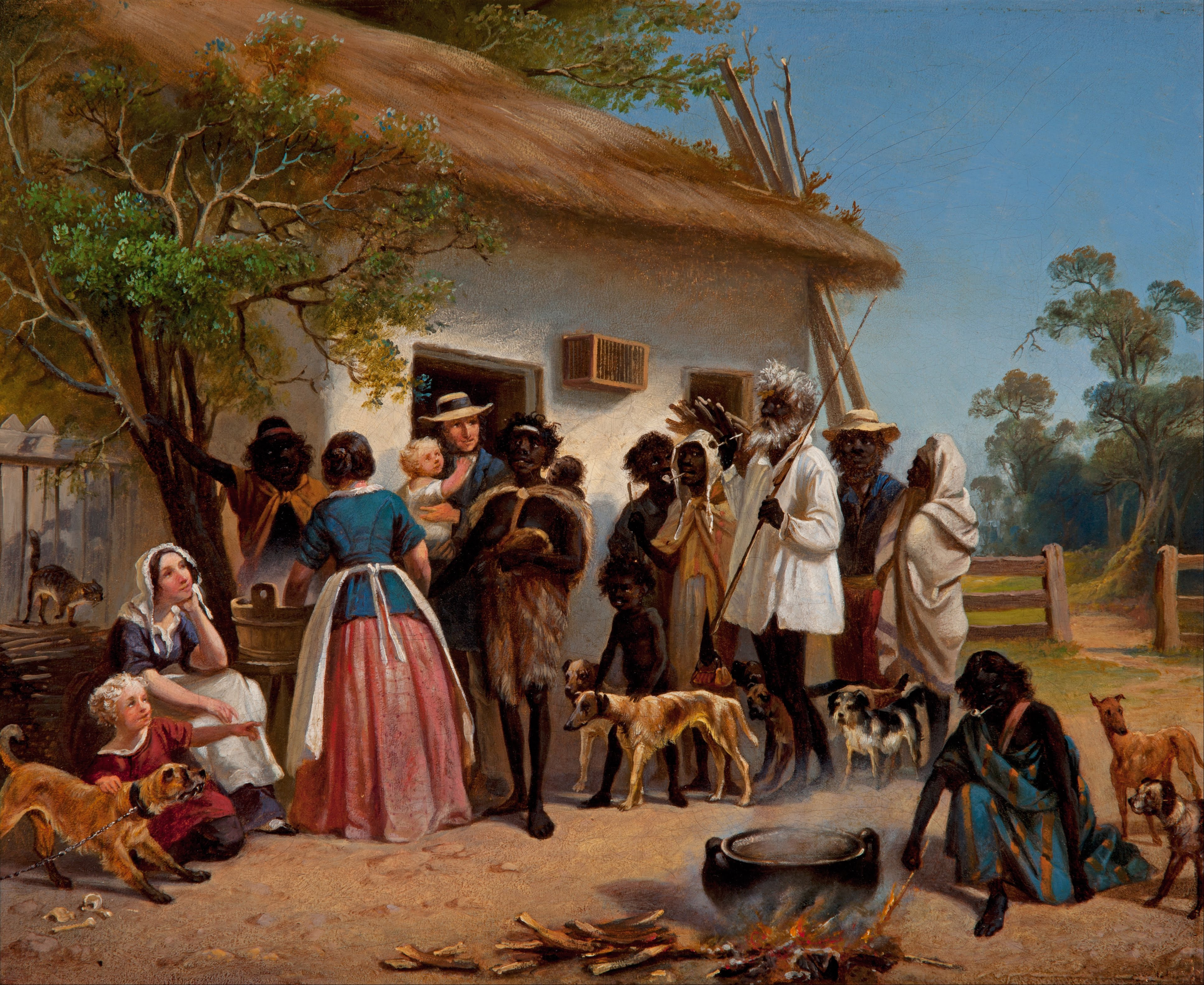
ヨーロッパの入植者とアボリジニ（1850年）
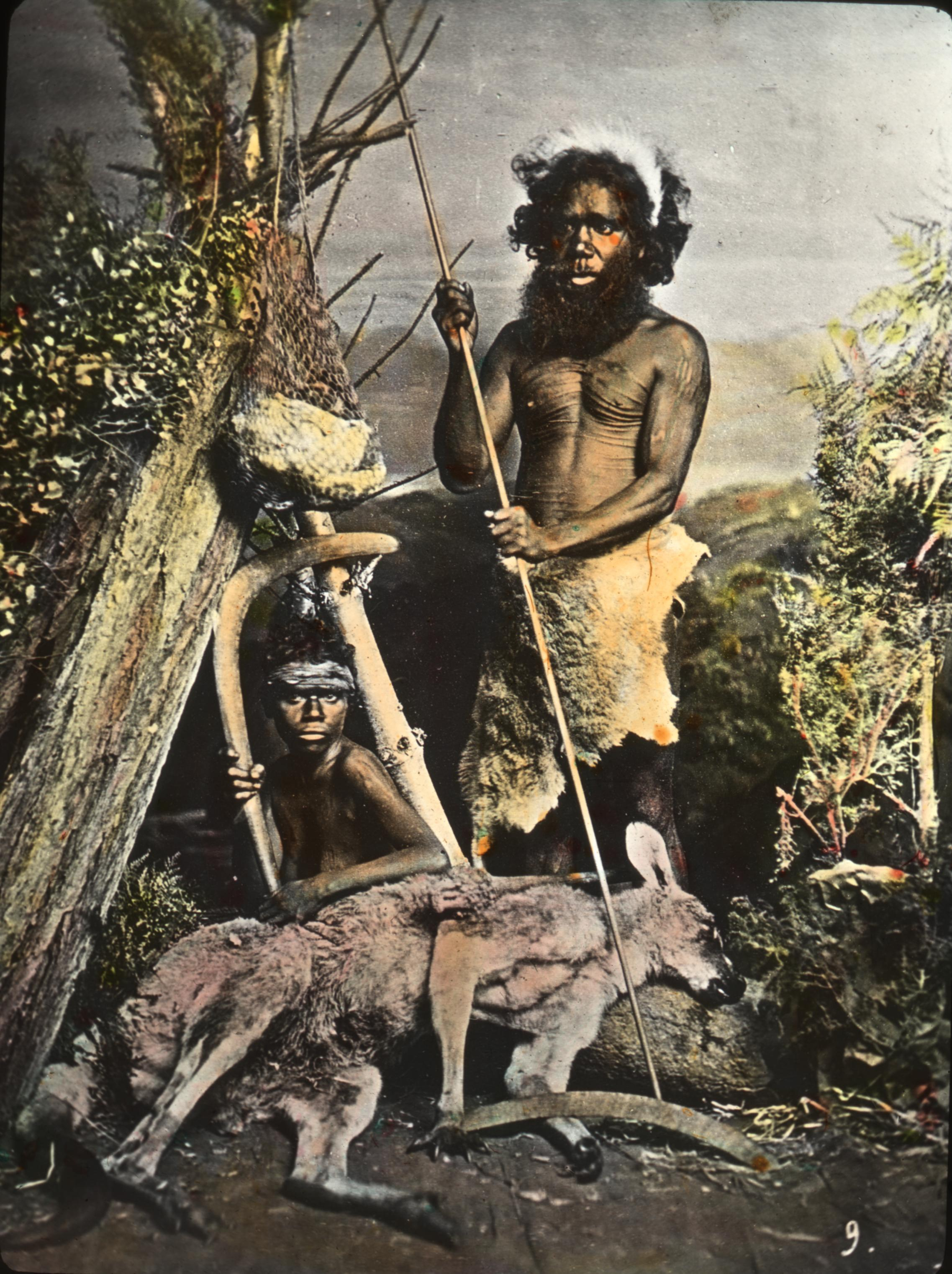
カンガルーハンター（1901年）
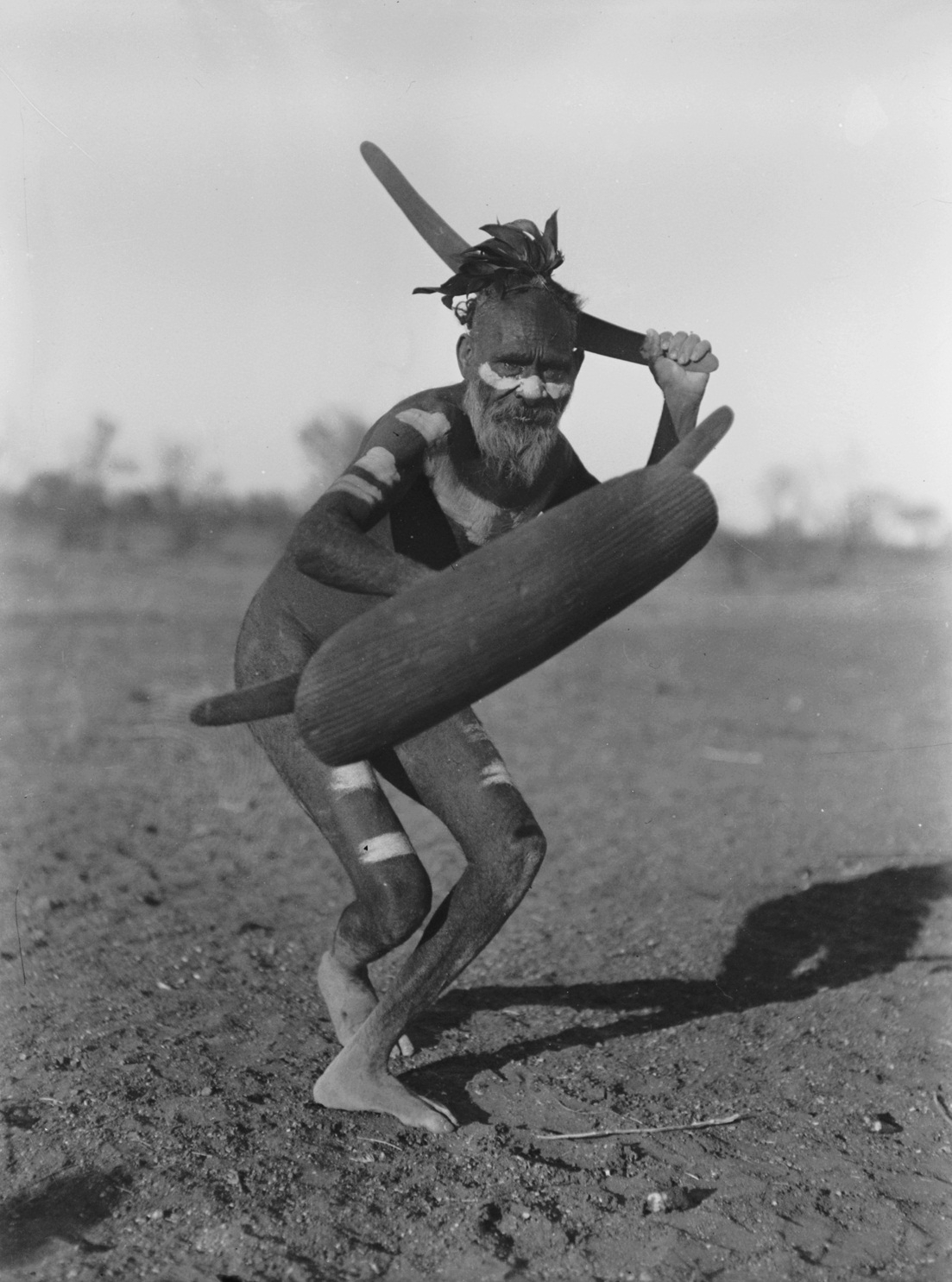
ブーメランを持った戦士（1920年）
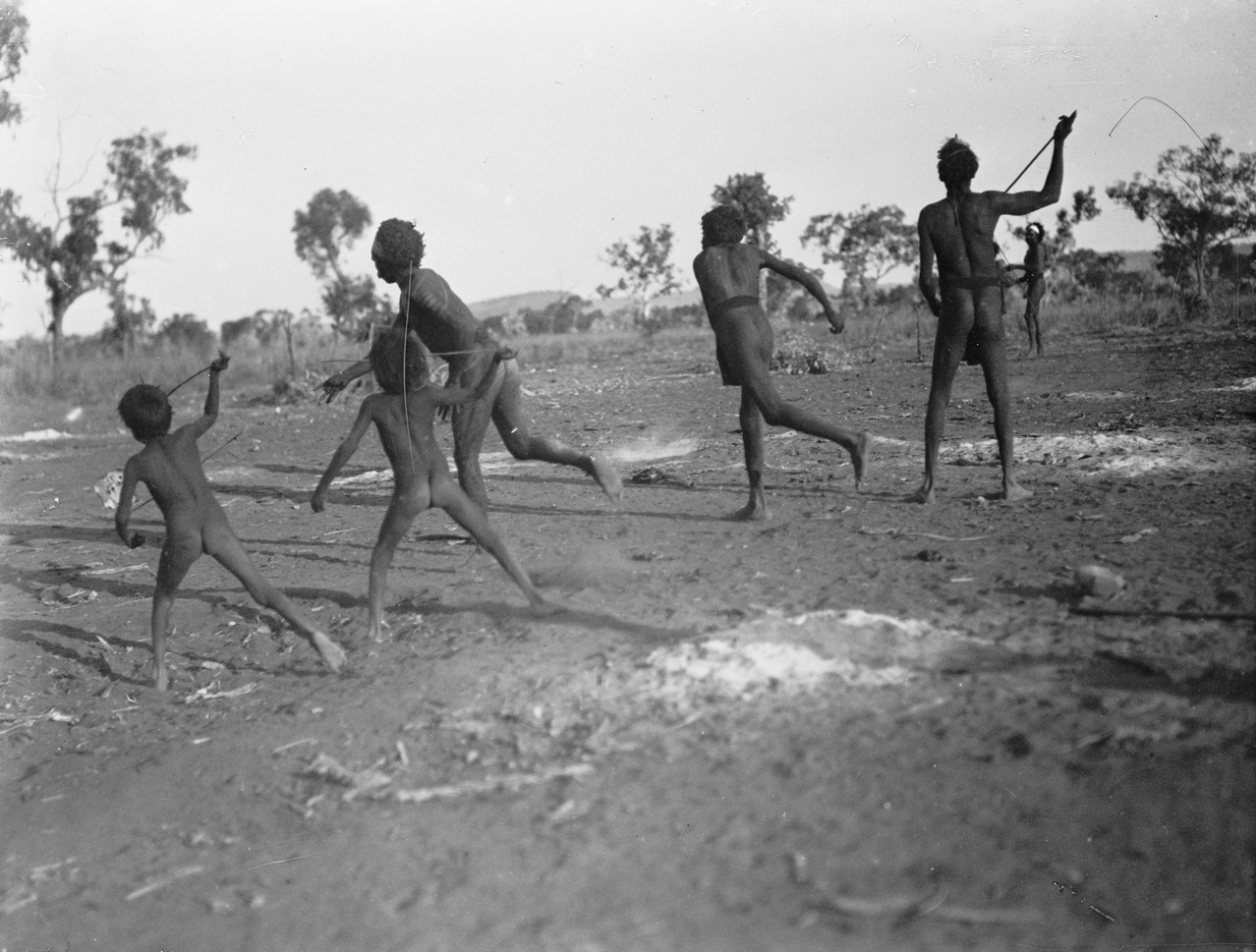
ゲーム（Gorri）をする男性と子供たち（1922年）
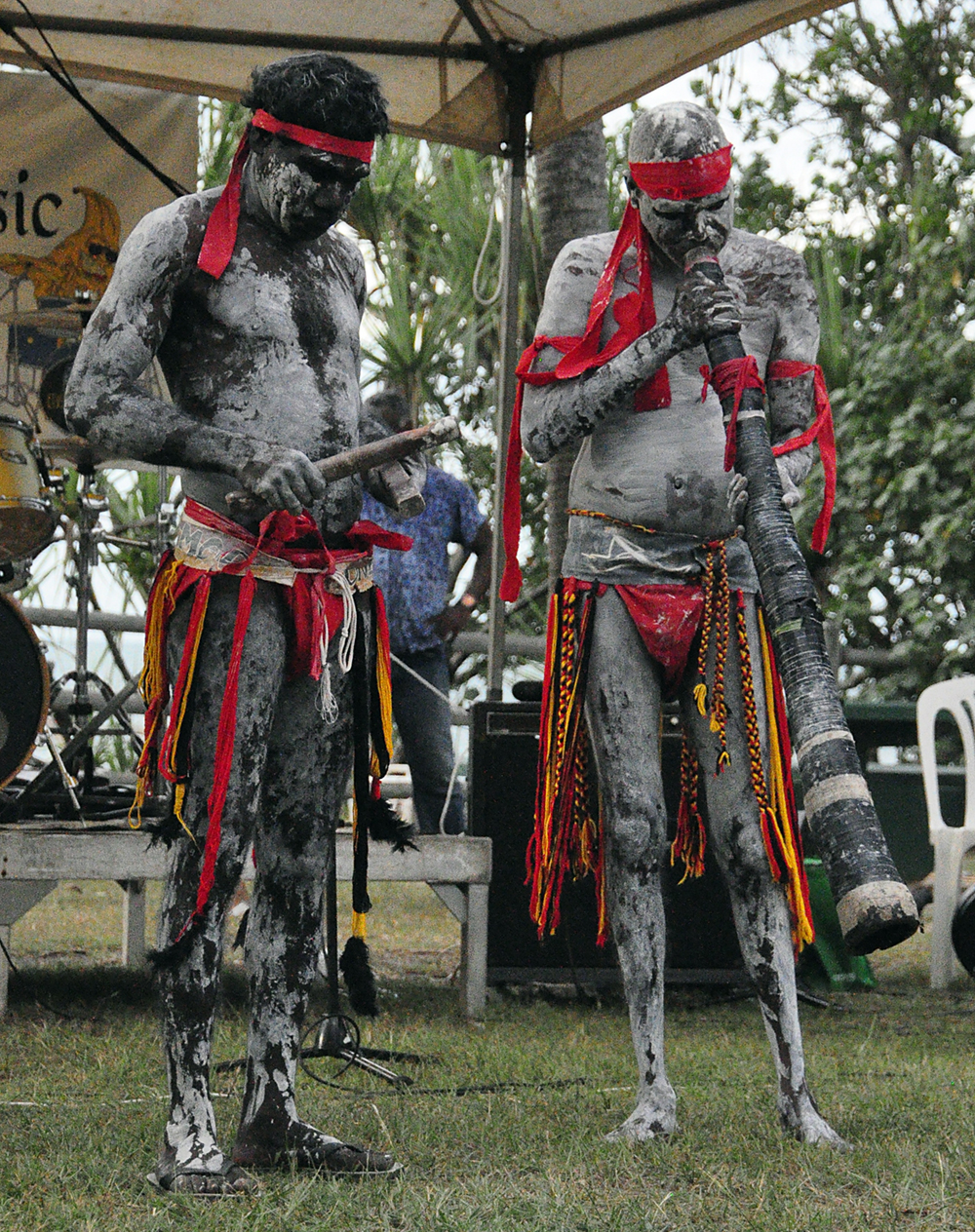
ディジュリドゥとクラップスティックの演奏者
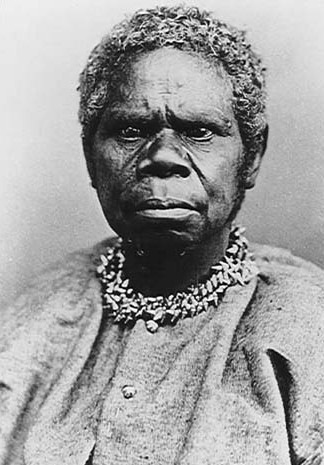
トルガナンナ・純血タスマニアン・アボリジニ最後の人
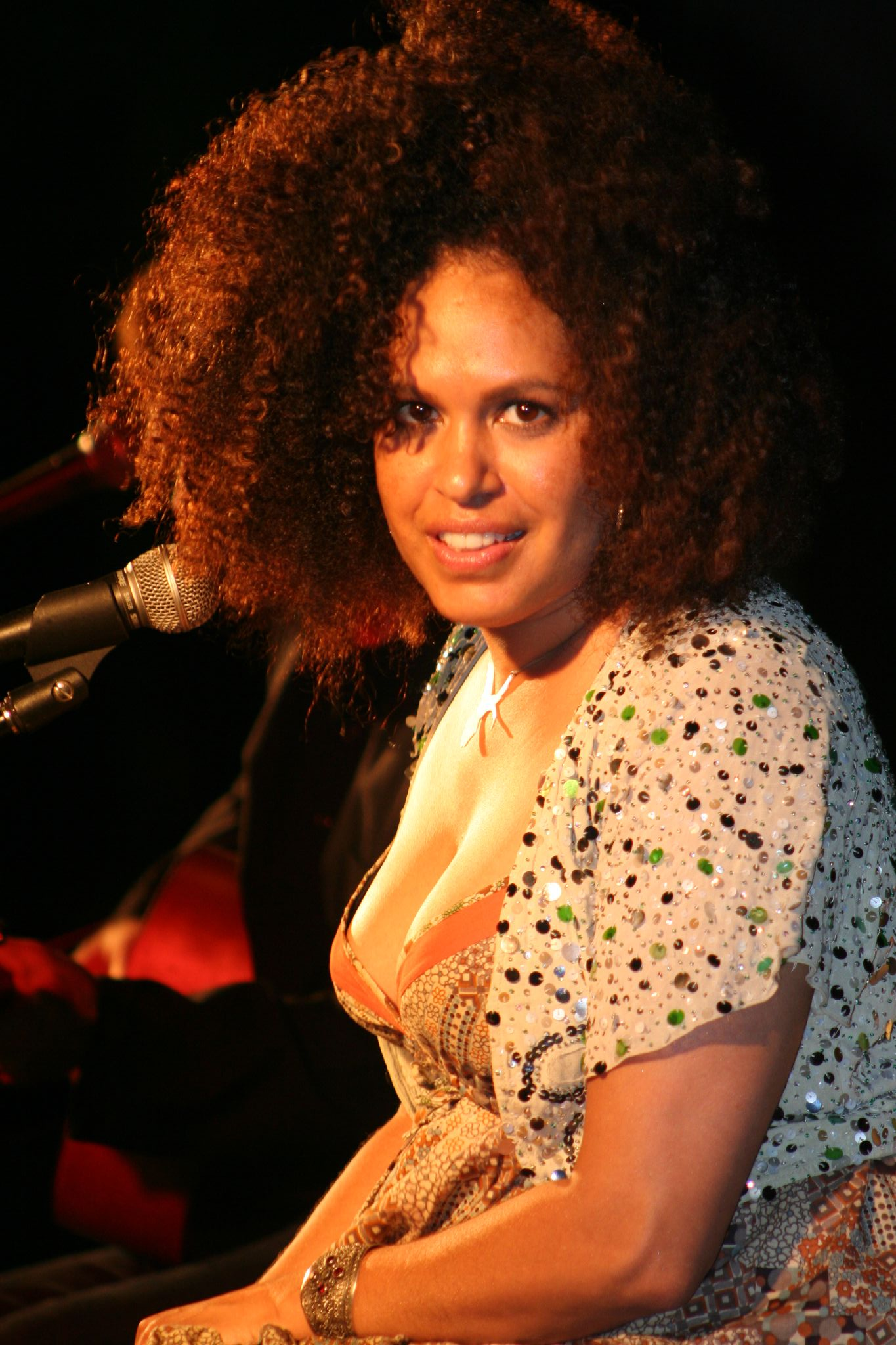
クリスティン・アヌ・オーストラリアの歌手、女優
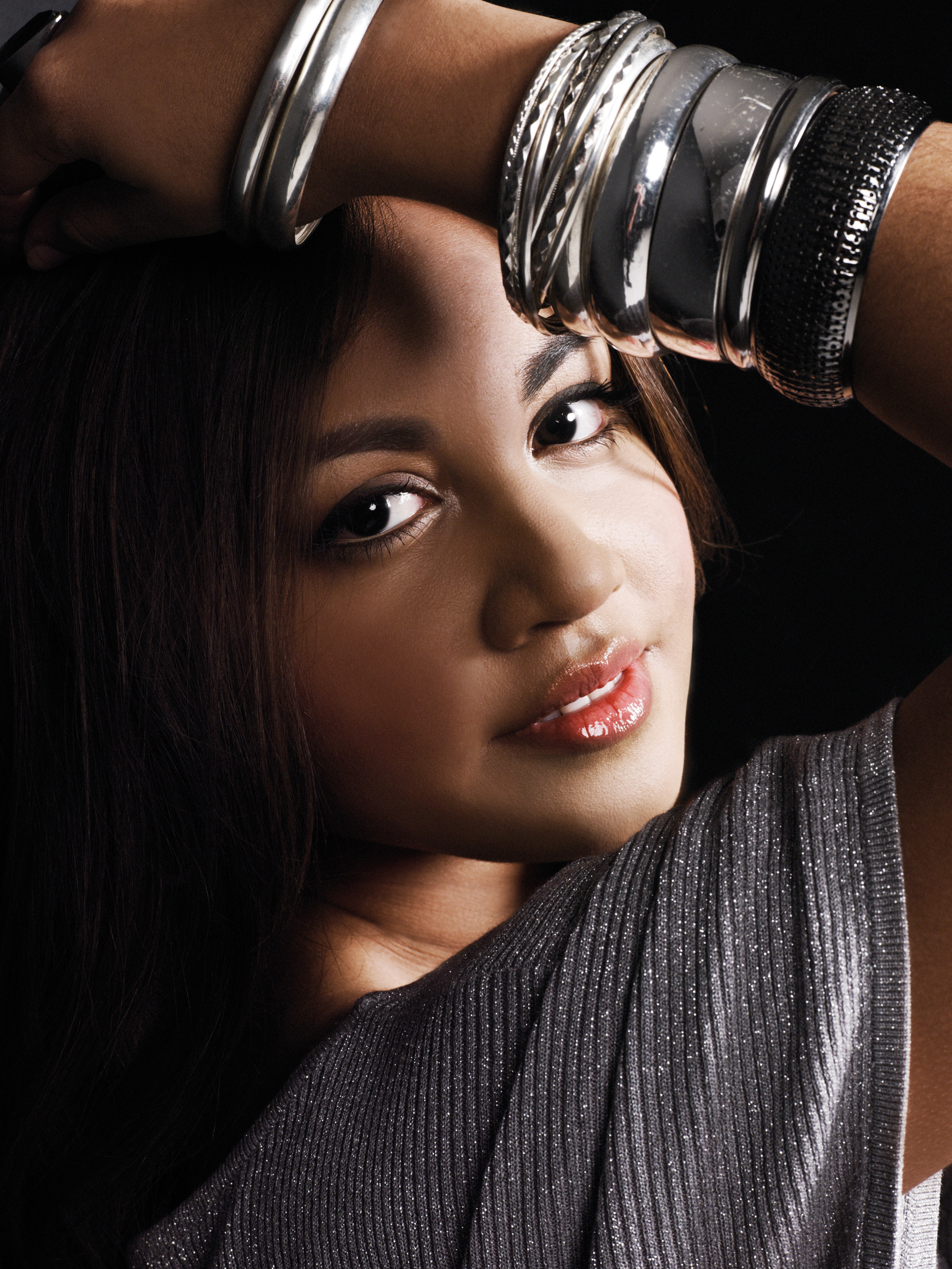
ジェシカ・マーボイ（英語版）、オーストラリアの歌手